# Punta Redona (Batea)
El Punta Redona és una muntanya de 416 metres que es troba entre els municipis de Batea i de Vilalba dels Arcs, a la comarca de la Terra Alta.